# Digital Flat Panel
| PIN | Signal PC       | Signal Display |
| 1   | TMDS data 1+    | Rx0-           |
| 2   | TMDS data 1-    | Rx0+           |
| 3   | Schirm.         | Schirm.        |
| 4   | Schirm.         | Schirm.        |
| 5   | TMDS data Clk + | Rx2-           |
| 6   | TMDS data Clk - | Rx2+           |
| 7   | GND             | DDC Clk        |
| 8   | + 5V            | DDC Dat        |
| 9   | Reserved        |                |
| 10  | Reserved        |                |
| 11  | TMDS data 2 +   | Clk-           |
| 12  | TMDS data 2 -   | Clk+           |
| 13  | Schirm.         | Schirm.        |
| 14  | Schirm.         | Schirm.        |
| 15  | TMDS data 0 +   | Rx1-           |
| 16  | TMDS data 0 -   | Rx1+           |
| 17  | Reserved        |                |
| 18  | Hot Plug Det.   | Hot Plug Det.  |
| 19  | DDC data        | + 5V           |
| 20  | DDC clock       | GND            |

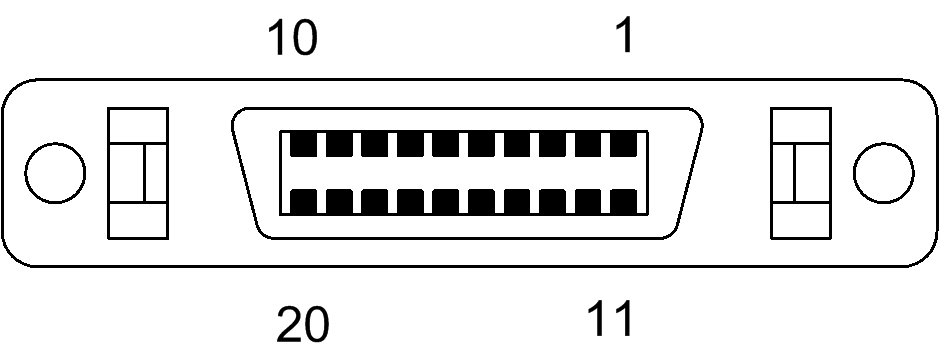

Digital Flat Panel (DFP) ist eine Schnittstelle zur digitalen Übertragung von Videodaten, die bei TFT- und LCD-Monitoren Verwendung finden sollte.
In der DFP-Group schlossen sich PC-Hersteller (Compaq, Acer, Fujitsu, Siemens-Nixdorf), Grafikkartenhersteller (ATI, S3, Matrox) und Monitorhersteller (ViewSonic, MAG Technology, Princeton, LG Electronics, Samsung, Lite-on, Compal Electronics, TECO Information Systems) zusammen. DFP basiert auf Plug and Display (P&D) und wurde im Februar 1999 von der VESA standardisiert, konnte sich jedoch im Gegensatz zum späteren DVI nicht durchsetzen. Es wurden nur wenige Grafikkarten- und Monitormodelle für DFP produziert.
Durch die vollständig digitale Übertragung ergeben sich Qualitätsvorteile gegenüber der Verbindung mit einem VGA- oder SCART-Kabel. Da VGA- bzw. SCART-Kabel ein analoges Signal führen, fallen beim Anschluss von Flachbildschirmen zwei unnötige Signalkonvertierungen an: Von digital nach analog am Videoausgang und zurück von analog nach digital im Monitor.
Die DFP-Schnittstelle verwendet den sogenannten MDR-Stecker (mini-D ribbon). Es existiert eine 20-polige und eine 26-polige Ausführung dieses Steckers. Er kann dank eines Schnappverschlusses einfach aufgesteckt werden und braucht nicht festgeschraubt werden. Gebräuchlich ist die 20-polige Ausführung, nur sie ist im VESA-Standard aufgeführt.
DFP nutzt, wie DVI auch, das TMDS-Protokoll für die Datenübertragung. DFP-Monitore können mit einem Adapter an DVI-Grafikkarten angeschlossen werden und umgekehrt. Bei DFP ist die Auflösung jedoch auf 1280×1024 Pixel bei einer Bildwiederholfrequenz von 60 Hz bzw. 800×600 Pixel bei einer Bildwiederholfrequenz von 85 Hz beschränkt; deshalb ist DVI abwärtskompatibel zu DFP. DFP arbeitet mit dreikanaligem Panel-Link bei einer Bandbreite von 85 MHz und einer maximalen Kabellänge von 5 m.
DFP unterstützt die VESA-Standards DDC zur Geräteerkennung und DPMS zur Energieverwaltung.

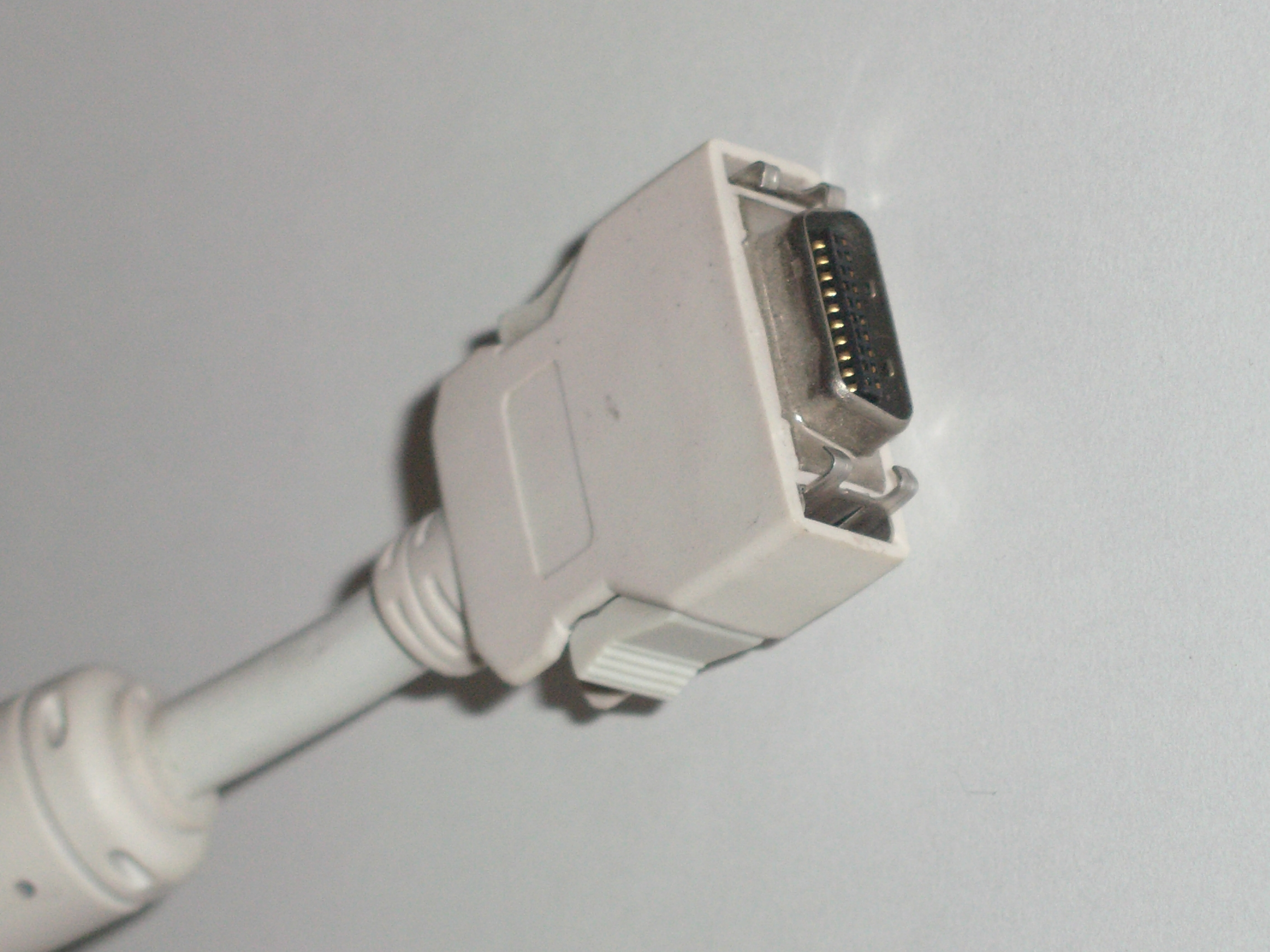
DFP-Monitorkabel
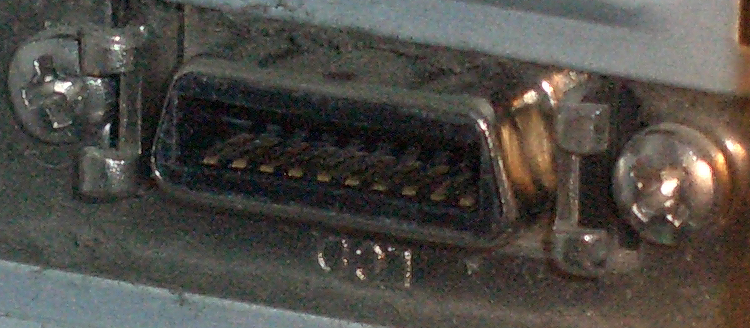
DFP-Anschluss einer Grafikkarte
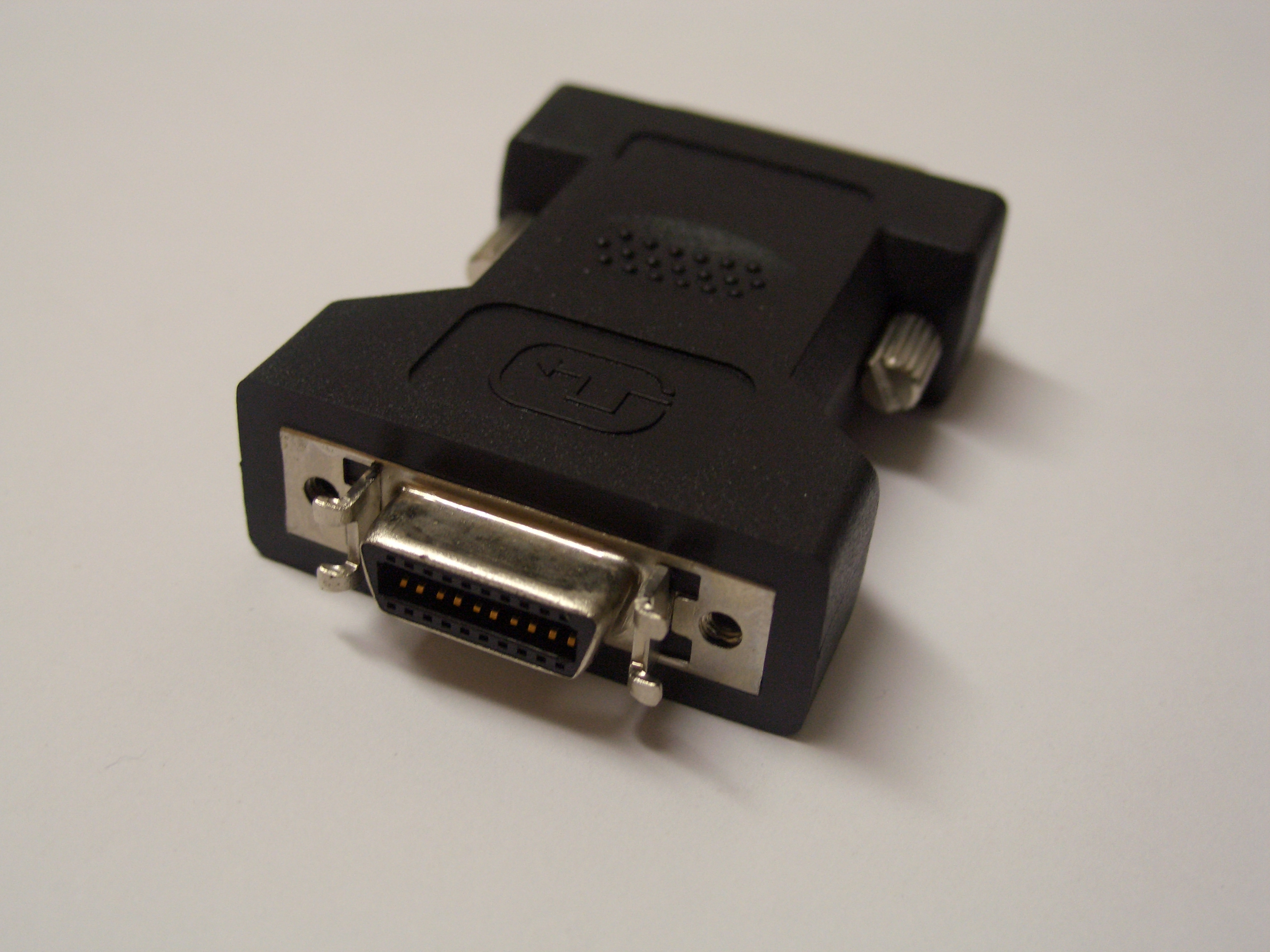
DVI-DFP-Adapter